# Nationale 7
Nationale 7 is een voormalige rondritattractie in het Franse attractiepark Parc Astérix en werd gemaakt door Mack Rides.

## Geschiedenis
Nationale 7 werd geopend in 1992 en stond in het themagebied À travers le temps. De bezoekers namen plaats in een oldtimer die via een rails de bezoekers meenam over een parcours startende vanuit een autogarage. De oldtimer werd langs taferelen vervoerd die via audio en animatronics de ritbeleving verhoogde langs de scenes.
De attractie werd gesloten op 5 november 2023, mede omdat de attractie na 31 jaar is verouderd, omdat de attractie veel oppervlakte in beslag nam, en omdat de attractie geen directe thematisering heeft van de wereld van Asterix. Op de plek zullen nieuwe attracties komen die op het verhaal van Asterix en de Britten is gebaseerd.

## Naamgeving
De attractie dankt zijn naam aan de 1000 kilometer lange N7 snelweg in Frankrijk. Deze snelweg wordt de Route des vacances (Weg van de vakantie) genoemd en leidt naar de Franse Rivièra. Er worden grappen over de weggebruikers gemaakt in de strips van Asterix, zoals in De Ronde van Gallia waar er een Romeinse snelweg met nummer VII aanwezig was. De attractie werd niet gethematiseerd naar Asterix en Obelix en was hiermee een indirecte verwijzing. Het doel was om het Franse publiek de nationale bekende snelweg als herkenningspunt te lokken in het park omdat in 1992 naast deze attractie ook het Amerikaanse Euro Disney haar deuren opende niet ver van het park.

## Halloween
Tijdens de Halloweenevenementen werd de attractie omgetoverd tot Le chemin des sorciers (Het Tovernaarspad), waar er heksen, tovenaars, pompoenen en andere Halloweenaankleding langs de baan werd geplaatst.
Afbeeldingen · Lijst van attracties